# Marion Chesney
Pour les articles homonymes, voir Chesney et Beaton.
Marion Chesney Gibbons, née Marion McChesney le 10 juin 1936 à Glasgow et morte le 30 décembre 2019, est une romancière écossaise.
Auteure de nombreux romans policiers, romans d'amour et récits historiques sous son nom et sous de nombreux pseudonymes, elle est notamment connue pour ses romans d'amour et ses récits historiques publiés sous son propre nom et pour ses séries policières humoristiques Agatha Raisin et Hamish Macbeth publiés sous le pseudonyme de M. C. Beaton.

## Biographie
Marion Chesney naît en 1936 à Glasgow en Écosse. Elle exerce différents métiers au cours de sa carrière et travaille notamment comme libraire, critique de théâtre, journaliste et éditrice. Mariée au grand-reporter Harry Gibbons, elle le suit aux États-Unis où elle vit pendant plusieurs années, avant de revenir en Grande-Bretagne.
À la fin des années 1970, elle débute une prolifique carrière de romancière. Elle écrit des romans policiers, des histoires d'amour et des récits de fiction historique sous son nom et sous de nombreux pseudonymes.
Elle est notamment connue pour ses romans d'amour et ses récits historiques publiés sous son propre nom ainsi que pour ses séries policières humoristiques Agatha Raisin et Hamish Macbeth publiés sous le pseudonyme de M. C. Beaton. Les aventures de ces deux personnages ont donné lieu à deux séries télévisées au Royaume-Uni. La série télévisée Agatha Raisin, produite par la chaîne britannique Sky 1 en 2015, a été diffusée en France sur France 3en 2017, et est également sortie en DVD (3 saisons).
Elle vivait entre sa résidence située dans les Cotswolds et à Paris.

## Œuvre

### Sous le pseudonyme d'Ann Fairfax
- My Dear Duchess (1979)
- Henrietta (1979)
- Annabelle (1980)
- Penelope (1982)

### Sous le pseudonyme de Jennie Tremaine
- Kitty (1979)
- Daisy (1980)
- Lucy (1980)
- Polly (1980)
- Molly (1980)
- Ginny (1980)
- Tilly (1980)
- Susie (1981)
- Poppy (1982)
- Sally (1982)
- Maggie (1984)
- Lady Anne's Deception (1986)

### Sous le pseudonyme d'Helen Crampton
- The Marquis Takes a Bride (1980)
- Marriage a la Mode (1980)
- The Highland Countess (1981)

### Sous le nom de Marion Chesney
- Regency Gold (1980)
- Lady Margery's Intrigue (1980)
- The Constant Companion (1980)
- Quadrille (1981)
- My Lords, Ladies and Marjorie (1981)
- The Ghost and Lady Alice (1982)
- Love and Lady Lovelace (1982)
- Duke's Diamonds (1982)
- The Flirt (1985)
- At The Sign of the Golden Pineapple (1987)
- Miss Davenport's Christmas (1993)
- The Chocolate Debutante (1998)

#### SérieWesterby
1. The Westerby Inheritance (1982)
2. The Westerby Sisters (1982)

#### SérieThe Six Sisters
1. Minerva (1983)
2. The Taming of Annabelle (1983)
3. Deirdre and Desire (1984)
4. Daphne (1984)
5. Diana the Huntress (1985)
6. Frederica in Fashion (1985)

#### SérieA House for the Season Series
1. The Miser of Mayfair (1986)
2. Plain Jane (1986)
3. The Wicked Godmother (1987)
4. Rake's Progress (1987)
5. The Adventuress (1987)
6. Rainbird's Revenge (1988)

#### SérieLa saison des débutantes(The School for Manners)
1. Félicité l'intrépide, Albin Michel, 2023 (Refining Felicity, 1988), trad. Francois Rosso
2. Fiona la rebelle, Albin Michel, 2023 (Perfecting Fiona, 1989), trad. François Rosso, 288 p.  (ISBN 9782226468536)
3. Delilah la romantique, Albin Michel, 2023 (Enlightening Delilah, 1989)  (ISBN 9782226468543)
4. Clarissa l'étourdie, Albin Michel, 2023 (Finessing Clarissa, 1989), 234 p.  (ISBN 9782226468550)
5. Marie la divine (Animating Maria, 1990)
6. Harriet la discrète (Marrying Harriet, 1990)

#### SérieWaverley Women
1. The First Rebellion (1989)
2. Silken Bonds (1989)
3. The Love Match (1990)

#### SérieThe Travelling Matchmaker
1. Emily Goes to Exeter (1990)
2. Belinda Goes to Bath (1991)
3. Penelope Goes to Portsmouth (1991)
4. Beatrice Goes to Brighton (1991)
5. Deborah Goes to Dover (1992)
6. Yvonne Goes to York (1992)

#### SérieLes Chroniques de Bond Street(Poor relation)
1. Lady Fortescue à la rescousse, Albin Michel, 2022 (Lady Fortescue Steps Out, 1993)  (ISBN 9782253245346)
2. Miss Tonks prend son envol, Albin Michel, 2022 (Miss Tonks Turns to Crime)Publié également sous le titre Miss Tonks Takes a Risk en vo
3. La Disgrâce de Mrs Budley, Albin Michel, 2022 (Mrs. Budley Falls From Grace, 1993)
4. Sir Philipp perd la tête, 2022 (Sir Philip's Folly, 1993)Publié dans le même livre que La disgrâce de Mrs Budley
5. Colonel Sandhurst à la rescousse, Albin Michel, 2023 (Colonel Sandhurst to the Rescue, 1994)
6. La dernière saison, Albin Michel, 2023 (Back in Society, 1994)Publié dans le même livre que Colonel Sandhurst à la rescousse

#### SérieThe Daughters of Mannerling
1. The Banishment (1995)
2. The Intrigue (1995)
3. The Deception (1996)
4. The Folly (1996)
5. The Romance (1997)
6. The Homecoming (1997)

#### SérieLes enquêtes de Lady Rose(Edwardian Murder Mystery)
1. Meurtre et séduction, Albin Michel, 2020 (Snobbery with Violence, 2003)
2. Soupçons et préjugés, Albin Michel, 2020 (Hasty Death, 2004)
3. Raison et châtiment, Albin Michel, 2021 (Sick of Shadows, 2005)
4. Passions et trahisons, Albin Michel, 2021 (Our Lady of Pain, 2006)

### Sous le pseudonyme de Charlotte Ward
- The Westerby Inheritance (1982)

### Sous le pseudonyme de M. C. Beaton

#### SérieHamish Macbeth
1. Death of a Gossip (1985) Publié en français sous le titre Qui prend la mouche, traduction Karine Guerre, Paris, Albin Michel, 2019
2. Death of a Cad (1987) Publié en français sous le titre Qui va à la chasse, traduction Marina Boraso, Paris, Albin Michel, 2019
3. Death of an Outsider (1988) Publié en français sous le titre Qui s'y frotte s'y pique, traduction Marina Boraso, Paris, Albin Michel, 2019
4. Death of a Perfect Wife (1989) Publié en français sous le titre Qui a une taille de guêpe, traduction Marina Boraso, Paris, Albin Michel, 2019
5. Death of a Hussy (1991) Publié en français sous le titre Qui franchit la ligne jaune traduction Carla Lavaste, Albin Michel (2020)
6. Death of a Snob (1992) Publié en français sous le titre Qui sème le Vent
7. Death of a Prankster (1992) Publié en français sous le titre Rira bien qui rira le dernier, traduction Karine Guerre, Albin Michel, 2020
8. Death of a Glutton (1993) Publié en français sous le titre Les Flèches de Cupidon, traduction Marina Boraso, Albin Michel, 2020
9. Death of a Travelling Man (1993) Publié en français sous le titre Petits Crimes entre voisins, traduction Florence Hertz, Albin Michel, 2021
10. Death of a Charming Man (1994) Publié en français sous le titre Bourreau des cœurs, traduction Esther Ménévis, Albin Michel, 2021
11. Death of a Nag (1995) Publié en français sous le titre Romance fatale, traduction de Élisabeth Luc, Palma, 1998Publié en français sous le titre La Paix des ménages, traduction de Marina Boraso, Albin Michel, 2021
12. Death of a Macho Man (1996) Publié en français sous le titre Bras de fer, traduction de Karine Guerre, Albin Michel, 2021
13. Death of a Dentist (1997) Publié en français sous le titre Dent pour dent, traduction de Julie Groleau, Albin Michel, 2022
14. Death of a Scriptwriter (1998) Publié en français sous le titre Sous le feu des projecteurs, traduction de Amélie Juste-Thomas, Albin Michel, 2022
15. Death of an Addict (1999) Publié en français sous le titre Eaux troubles, traduction de Esther Ménévis, Albin Michel, 2022
16. A Highland Christmas (1999) Non parue à ce jour.
17. Death of a Dustman (2001) Publié en français sous le titre Ménage de printemps, traduction de Léa Taillard, Albin Michel, 2022
18. Death of a Celebrity (2002) Publié en français sous le titre La Rançon de la gloire, traduction de Karine Guerre, Albin Michel, 2023
19. Death of a Village (2003) Publié en français sous le titre Une retraite en or, traduction de Florence Hertz, Albin Michel, 2023
20. Death of a Poison Pen (2004) Publié en français sous le titre Lettres fatales, traduction de Sabine Porte, Albin Michel, 2023
21. Death of a Bore (2005) Publié en français sous le titre Écrire ou Mourir, traduction de Marina Boraso, Albin Michel, 2023
22. Death of a Dreamer (2006) Publié en français sous le titre Les Règles de l'art,  traduction de Marina Boraso, Albin Michel, 2024
23. Death of a Maid (2007) Publié en français sous le titre Coup de balai, traduction de Sabine Porte, Albin Michel, 2024
24. Death of a Gentle Lady (2008) Publié en français sous le titre Mariage blanc et Idées noires, traduction de Marina Boraso, Albin Michel, 2024
25. Death of a Witch (2009) Publié en français sous le titre Charme fatal, traduction de Marie Leym, Albin Michel, 2024
26. Death of a Valentine (2010) Publié en français sous le titre Une Saint-Valentin explosive, traduction de Clotilde Meyer, Albin Michel, 2025
27. Death of a Chimney Sweep (2011) Publié en français sous le titre Pas de fumée sans feu, traduction de Sabine Porte, Albin Michel, 2025
28. Death of a Kingfisher (2012)
29. Death of Yesterday (2013)
30. Death of a Policeman (2014)
31. Death of a Liar (2015)
32. Knock, Knock, You're Dead Nouvelle (2016)
33. Death of a Nurse (2016)
34. Death of a Ghost (2017)
35. Death of an Honest Man (2018)
36. Death of a Green-Eyed Monster (2022)
37. Death of a Laird Nouvelle (2022)
38. Death of a Traitor (2023)
39. Death of a Spy (2024)
40. Death of a Smuggler (2025)

#### SérieAgatha Raisin
1. Agatha Raisin and the Quiche of Death (1992) Publié en français sous le titre La Quiche fatale, traduction Esther Ménévis, Paris, Albin Michel, 2016
2. Agatha Raisin and the Vicious Vet (1993) Publié en français sous le titre Remède de cheval, traduction Esther Ménévis, Paris, Albin Michel, 2016
3. Agatha Raisin and the Potted Gardener (1994) Publié en français sous le titre Pas de pot pour la jardinière, traduction Esther Ménévis, Paris, Albin Michel, 2016
4. Agatha Raisin and the Walkers of Dembley (1995) Publié en français sous le titre Randonnée mortelle, traduction Jacques Bosser, Paris, Albin Michel, 2016
5. Agatha Raisin and the Murderous Marriage (1996) Publié en français sous le titre Pour le meilleur et pour le pire, traduction Françoise du Sorbier, Paris, Albin Michel, 2017
6. Agatha Raisin and the Terrible Tourist (1997) Publié en français sous le titre Vacances tous risques, traduction Jacques Bosser, Paris, Albin Michel, 2017
7. Agatha Raisin and the Wellspring of Death (1998)Publié en français sous le titre À la claire fontaine, traduction Françoise du Sorbier, Paris, Albin Michel, 2017
8. Agatha Raisin and the Wizard of Evesham (1999)Publié en français sous le titre Coiffeur pour dames, traduction Marina Boraso, Paris, Albin Michel, 2017
9. Agatha Raisin and the Witch of Wyckhadden (1999)Publié en français sous le titre Sale temps pour les sorcières, traduction Amélie Juste-Thomas, Paris, Albin Michel, 2018
10. Agatha Raisin and the Fairies of Fryfam (2000)Publié en français sous le titre Panique au manoir, traduction Françoise du Sorbier, Paris, Albin Michel, 2018
11. Agatha Raisin and the Love from Hell (2001) Publié en français sous le titre L'Enfer de l'amour, traduction Marina Boraso, Paris, Albin Michel, 2018
12. Agatha Raisin and the Day the Floods Came (2002)Publié en français sous le titre Crime et Déluge, traduction Sophie Alibert, Paris, Albin Michel, 2018
13. Agatha Raisin and the Case of the Curious Curate (2003)Publié en français sous le titre Chantage au presbytère, traduction Françoise du Sorbier, Paris, Albin Michel, 2018
14. Agatha Raisin and the Haunted House (2003)Publié en français sous le titre Gare aux fantômes, traduction Clarisse Laurent; Paris, Albin Michel, 2018
15. Agatha Raisin and the Deadly Dance (2004) Publié en français sous le titre Bal fatal, traduction Esther Ménévis, Albin Michel, 2019
16. Agatha Raisin and the Perfect Paragon (2005) Publié en français sous le titre Jamais deux sans trois, traduction Béatrice Taupeau, Albin Michel, 2019
17. Love, Lies and Liquor: An Agatha Raisin Mystery (2006)Publié en français sous le titre Cache-cache à l'hôtel, traduction Béatrice Taupeau, Albin Michel, 2019
18. Agatha Raisin and Kissing Christmas Goodbye (2007)Publié en français sous le titre Un Noël presque parfait, traduction Béatrice Taupeau, Albin Michel, 2019
19. A Spoonful of Poison: An Agatha Raisin Mystery (2008)Publié en français sous le titre La Kermesse fatale, traduction Françoise du Sorbier, Albin Michel, 2019
20. Agatha Raisin: There Goes The Bride (2009)Publié en français sous le titre Voici venir la mariée, traduction Marielou Pierrat, Albin Michel, 2020
21. Busy Body: An Agatha Raisin Mystery  (2010)Publié en français sous le titre Trouble fête, traduction Amélie Juste-Thomas, Albin Michel, 2020
22. As the Pig Turns: An Agatha Raisin Mystery (2011)Publié en français sous le titre Du lard ou du cochon, traduction Esther Ménévis, Albin Michel, 2020
23. Hiss and Hers (2012)Publié en français sous le titre Serpent et Séduction, traduction Clarisse Laurent, Albin Michel, 2020
24. Something Borrowed, Someone Dead: An Agatha Raisin Mystery (2013)Publié en français sous le titre Gare aux empoisonneuses, traduction Amélie Juste-Thomas, Albin Michel, 2020
25. The Blood of an Englishman (2014)Publié en français sous le titre Au théâtre ce soir, traduction Florence Schneider, Albin Michel, 2020
26. Dishing the Dirt (2015)Publié en français sous le titre Secrets sur canapé, traduction François Rossi, Albin Michel, 2021
27. Pushing up daisies (2016)Publié en français sous le titre Les Pissenlits par la racine, traduction Clarisse Laurent, Albin Michel, 2021
28. The Witches’ Tree (2017)Publié en français sous le titre Chasse aux sorcières, traduction Béatrice Taupeau, Albin Michel, 2021
29. The Dead Ringer (2018) Publié en français sous le titre Sonnent les cloches !, traduction Marina Boraso, Albin Michel, 2021
30. Beating About the Bush (2019) Publié en français sous le titre Bonnet d'âne !, traduction François Rosso, Albin Michel, 2022
31. Hot to Trot (2020) Publié en français sous le titre Au galop !, coécrit avec R. W. Green, traduction François Rosso, Albin Michel, 2022
32. Down the Hatch (2021) Publié en français sous le titre Cul Sec !, coécrit avec R. W. Green, traduction Nathalie Cunnington, Albin Michel, 2022
33. Devil's delight (2022) Publié en français sous le titre Le Diable au corps, coécrit avec R. W. Green, traduction Marion Schwartz, Albin Michel, 2023
34. Dead on target (2023)  Publié en français sous le titre En plein cœur, coécrit avec R. W. Green, Traduit par Béatrice Taupeau , Albin Michel, 2023
35. Killing Time (2024) Publié en français sous le titre L'Heure du crime, coécrit avec R. W. Green, Traduit par Valérie Le Plouhinec, Albin Michel, 2024
36. Sugar and Spite (2025) Publié en français sous le titre Drôles d'oiseaux, coécrit avec R. W. Green, Traduit par  Valérie Le Plouhinec, Albin Michel

##### Nouvelles
- Le Noël d’Agatha, Albin Michel, 2018 (Agatha Raisin and the Christmas Crumble, 2012), trad. Nathalie Cunnington
- La Première Enquête d'Agatha, Albin Michel, 2021 (Agatha's First Case, 2015), trad. Esther Ménévis, 57 p.  (ISBN 978-2-226-46581-8)Édition hors commerce
- Hell's Bells (Non parue à ce jour), 2013
- Agatha Raisin Companion, (Non parue à ce jour) ,2010 recueil, biographie de l'auteur...

#### Autres romans
- The Skeleton in the Closet (2001)
- The Education of Miss Paterson (2014)
- Ms. Davenport's Christmas (2014)

### Sous le pseudonyme de Sarah Chester
- Dancing on the Wind (1988)

### Filmographie

#### Comme auteur adapté

##### À la télévision
- 1995 – 1997 : Hamish Macbeth (en), série télévisée britannique réalisée d'après le personnage éponyme, avec Robert Carlyle dans le rôle principal
- 2014 – 2016 : Agatha Raisin, série télévisée britannique réalisée d'après le personnage éponyme et différents romans de la série, avec Ashley Jensen dans le rôle principal